# Suberites placenta
Suberites placenta är en svampdjursart som beskrevs av Thiele 1898. Suberites placenta ingår i släktet Suberites och familjen Suberitidae.
Artens utbredningsområde är havet kring Japan. Inga underarter finns listade i Catalogue of Life.